# Аеродром Познањ
Аеродром Познањ-Лавица „Хенрик Вјењавски” (пољ. Port Lotniczy Poznań–Ławica im. Henryka Wieniawskiego) је међународни аеродром великог пољског града Познања, смештен 5 km западно од града.
Аеродром у Познању је седми по промету путника у Пољској - 2023. године кроз њега је прошло преко 2,7 милиона путника.

## Авио-компаније и дестинације
Следеће авио-компаније обављају редовне и чартер летове на аеродрому Познањ-Лавица:
| Airlines              | Destinations |
| --------------------- | --- |
| Buzz                  | Seasonal charter: TiranaШаблон:Better |
| Enter Air             | Seasonal charter: Antalya, Burgas, Corfu, Enfidha, Fuerteventura, Girona, Hurghada, Varna, Zanzibar |
| flydubai              | Dubai–International |
| KLM                   | Amsterdam |
| LOT Polish Airlines   | Warsaw–Chopin |
| Lufthansa             | Frankfurt, Munich |
| Pegasus Airlines      | Seasonal charter: Antalya |
| Ryanair               | Alicante, Beauvais, Bergamo, Birmingham, Bristol, Charleroi, Copenhagen, Cork, Dublin, Edinburgh, Kraków, Leeds/Bradford, Liverpool, London–Stansted, Malaga, Malta, Manchester, Paphos, Prague, Rome–Ciampino, Sandefjord, Stockholm–Arlanda, Tel Aviv, Thessaloniki, Treviso, Valencia Seasonal: Amman–Queen Alia, Bari, Burgas, Cagliari, Chania, Corfu, Dubrovnik, Girona, Lisbon, Palermo, Palma de Mallorca, Pula, Zadar |
| Scandinavian Airlines | Copenhagen |
| SkyUp                 | Charter: Hurghada, Sharm El Sheikh |
| Smartwings            | Seasonal charter: Bodrum, Chania (begins 1 June 2025), Heraklion, Hurghada (begins 1 May 2025), Izmir, Rhodes (begins 30 May 2025), Thessaloniki (begins 31 May 2025), Tirana |
| Wizz Air              | Kutaisi, London–Luton, Rome–Fiumicino Seasonal: Tirana, Verona |